# Sodoprsti kopitarji
Sodoprsti kopitarji oz. parkljarji (znanstveno ime Artiodactyla) so red sesalcev. So splošno razširjeni, razen na Antarktiki in v Avstraliji. Skupno z lihoprstimi kopitarji imajo dolg gobec, niz zapletenih kočnikov in valjast trup. Vendar pa za razliko od lihoprstih telo nosita 3. in 4. prst , medtem ko sta 2. in 5. prst sta deloma (svinje) ali povsem zakrnela (kamele). 
So večinoma rastlinojedi, primitivnejši predstavniki pa so tudi vsejedi.

## Zgradba noge
Za parkljarje je značilna zgradba noge. Glavna os poteka med 3. in 4. prstom, tako da telesna teža počiva na teh dveh prstih. Prvi prst povsem manjka, 2. in 5. pa sta bolj ali manj zakrnela. Okončine, zlasti njihovi končni deli, so večinoma močno podaljšane in tako prilagojene hitremu načinu gibanja. Prosti členek prsta je obut v roževinast parkelj.

## Zgradba lobanje
Gibčni del lobanje je navadno dolg, predmeljaki pa so po obliki podobni meljakom.

## Sistematska delitev
Sistematsko delimo parkljarje na dve veliki skupini (podredova): na prašiče in sorodstvo (Suina) z družinami prašičev, pekarijev in povodnih konj, ter prežvekovalce (Ruminantia) s kamelami, pritlikavimi pižmarji, jeleni, žirafami, vilorogi in votlorogi.
- Red Artiodactyla
  - †Družina Dichobunidae
  - †Družina Helohyidae
  - Podred Suina
    - Družina Suidae: svinje oz. prašiči
    - Družina Hippopotamidae: povodni konji
    - Družina Tayassuidae: pekariji

  - Podred Tylopoda
    - Družina Camelidae: kamele

  - Podred Ruminantia
    - Infrared Tragulina
      - Družina Tragulidae: pritlikavi pižmarji

    - Infrared Pecora
      - Družina Moschidae: pižmarji
      - Družina Cervidae: jeleni
      - Družina Giraffidae: žirafa in okapi
      - Družina Antilocapridae: vilorogi
      - Družina Bovidae: votlorogi